# Paranthropus robustus
Paranthropus robustus ist eine Art der ausgestorbenen Gattung Paranthropus aus der Entwicklungslinie der Hominini, die vor rund zwei Millionen Jahren im Süden von Afrika vorkam. Die Körperform der Art ähnelt derjenigen von Australopithecus africanus, jedoch besaß Paranthropus robustus einen größeren, kräftigeren Schädel sowie massivere Zähne und wird daher gelegentlich auch „robuster Australopithecus“ genannt. Die Abgrenzung der Gattung Paranthropus von Australopithecus ist umstritten, weswegen die Fossilien von einigen Forschern als Australopithecus robustus bezeichnet werden.
Die Arten der Gattung Paranthropus werden in der Familie der Menschenaffen zur Gruppe der Australopithecina gerechnet und stellen vermutlich eine evolutionäre Seitenlinie zur Gattung Homo dar.

## Namensgebung
Die Bezeichnung der Gattung Paranthropus leitet sich ab von altgriechisch ἄνθρωπος anthropos, deutsch ‚Mensch‘, und παρά para, deutsch ‚neben, abweichend von‘. Das Epitheton robustus spielt auf den ‚robusten‘ Körperbau an. Paranthropus robustus bedeutet demnach „robuster Nebenmensch“, im Sinne von „im Stammbaum neben der Gattung des Menschen angeordnet“.

## Erstbeschreibung

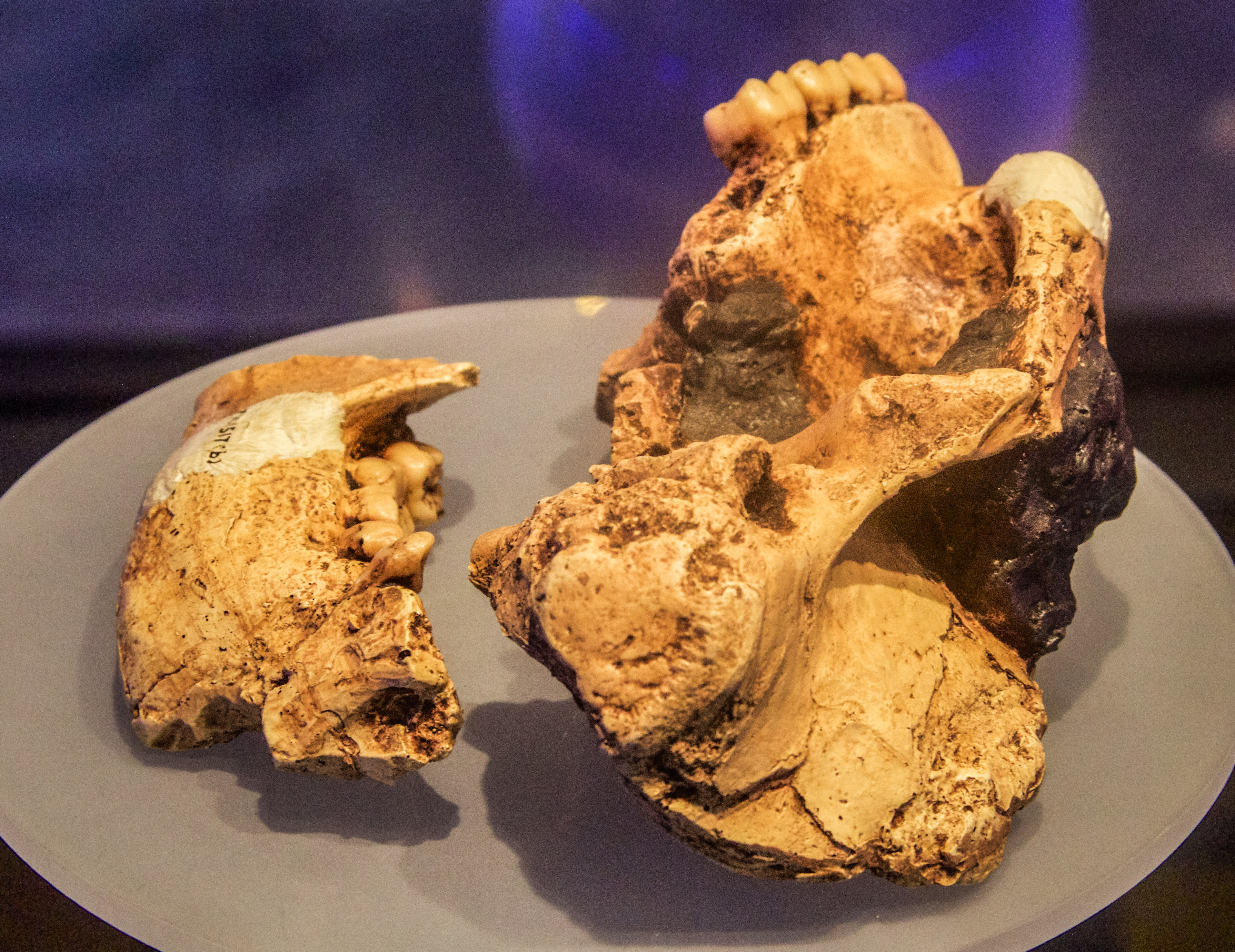
Holotypus TM 1517 von Paranthropus robustus

Holotypus von Paranthropus robustus ist ein erstmals im August 1938 von Robert Broom beschriebener, teilweise erhaltener Schädel (Sammlungsnummer: TM 1517), dessen Überreste zwei Monate zuvor in der Nähe von Sterkfontein entdeckt worden waren. Entdecker der Schädel-Fragmente war ein Schuljunge, Gert Terblanche, der Teile des Schädels abseits der Höhlen von Sterkfontein auf einem Hügel aus dem Boden hatte herausragen sehen. Robert Broom, der die Fossilfunde der Region wissenschaftlich betreute, erkannte deren Bedeutung und schrieb die Neufunde noch im selben Jahr der neu eingeführten Gattung und deren Typusart Paranthropus robustus zu. Broom stellte die Funde damit bewusst nicht zu den Vormenschen der Gattung Australopithecus.
Nach Säuberung der Fragmente ließen sie sich zu einem nahezu vollständigen Gaumenknochen mit fast allen Zähnen des Oberkiefers und der linken Hälfte des Schädels zusammenfügen, ferner wurde die rechte Hälfte des Unterkiefers geborgen. Anhand dieser Funde ließ sich laut Erstbeschreibung die ursprüngliche Größe des Schädels abschätzen, die Broom zufolge größer war als bei der Mehrzahl heute lebender, männlicher Schimpansen und fast so groß war wie bei den meisten heute lebenden, weiblichen Gorillas. Insgesamt sei der Bau des Schädels aber stark abweichend von den heute lebenden großen Menschenaffen, und er weiche zudem auch von allen Merkmalen anderer, bislang beschriebener Fossilien-Gattungen ab. Das Gesicht sei sehr flach gewesen und wesentlich kürzer als bei den Gorillas. Das Gehirnvolumen des Typusexemplars könnte Broom zufolge rund 600 cm³ betragen haben.
1948 entdeckte Broom in der Höhle von Swartkrans, die nur etwa 1,2 Kilometer entfernt von Sterkfontein liegt, das Fossil SK 6, bestehend aus dem Teil eines Unterkiefers sowie einigen Zähnen, die er zunächst Paranthropus crassidens nannte (von lateinisch crassus ‚dick‘ und dens ‚Zahn‘). Diese zusätzliche Artbezeichnung hat sich jedoch nicht durchgesetzt, da es sich offensichtlich ebenfalls um Paranthropus robustus handelt. SK 6 wird heute als zweites Typusexemplar für Paranthropus robustus angesehen.

## Weitere Funde

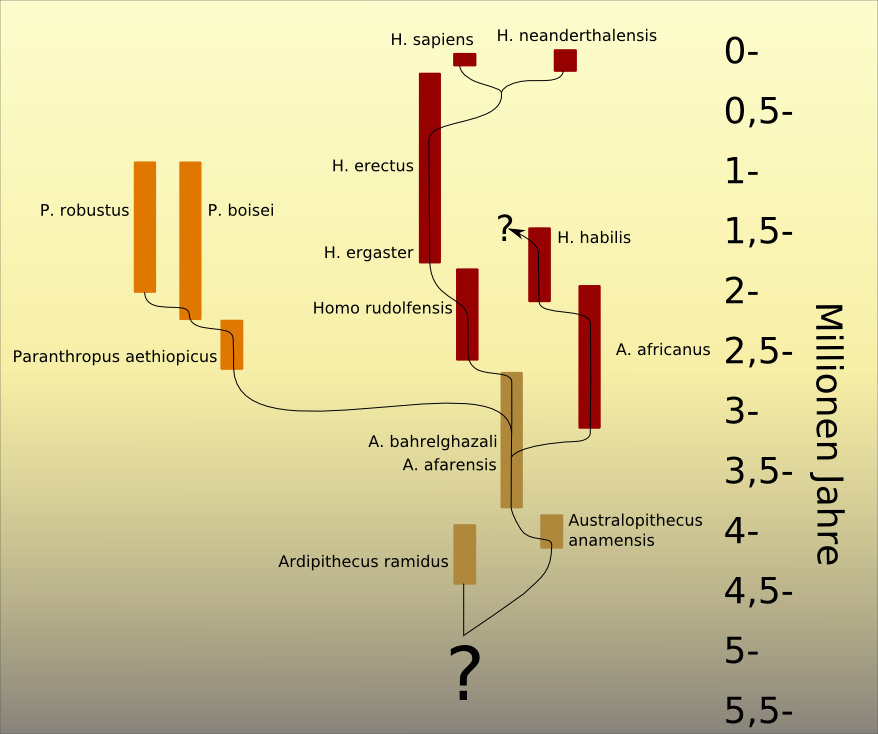
Hypothese zur Evolution der Australopithecinen, wie sie aufgrund der gegenwärtigen Fundlage beispielsweise von Friedemann Schrenk vertreten wird.

In den folgenden beiden Jahren wurden in der Höhle von Swartkrans auch vollständige Schädel gefunden: zuerst im Jahre 1949 das Fossil mit der Bezeichnung SK 79, das allerdings stark vom Sediment zerdrückt und daher wissenschaftlich nur bedingt aussagefähig war. Am 30. Juni 1950 wurde bei Sprengarbeiten in der Höhle, die dem kommerziellen Abbau von Kalkstein diente, ein relativ vollständig erhaltener Schädel mit der Fossilbezeichnung SK 48 freigelegt (siehe Abbildung in der Taxobox). Dieser enthielt im Oberkiefer noch einen Eckzahn, zwei Prämolaren und insgesamt fünf Molaren. Der Schädel war mit seinem Scheitelkamm, den kräftigen Jochbeinbögen und dem vertieften Nasenbereich wichtig für die charakteristische Morphologie der robusten Australopithecinen. Broom hielt dieses Individuum für ein Weibchen. Seine anatomische Beschreibung, die er im Jahre 1951 abschloss, erschien posthum in einer umfangreichen Monographie.
Ein besonders gut erhaltener Schädel DNH 7 wurde 1994 in den Karsthöhlen von Drimolen (Südafrika) gefunden. Weitere bedeutende Fundplätze sind Coopers Cave nahe Swartkrans und Gondolin Cave in der Nordwest-Provinz.
Laut einer 2025 veröffentlichten Studie gelang es, für vier Zähne von Paranthropus robustus aus Swartkrans (SK 830, 835, 850 und 14132) das Geschlecht zu bestimmen. Demnach isolierte man aus den Zahnschmelz-Proben von SK 850 und SK 835 das Protein AMELY, das über das Y-Chromosom codiert wird und folglich nur bei männlichen Individuen vorkommt. Analysen der Menge des vom AMELX-Gen codierten Proteins und das Fehlen von AMELY wurden dahingehend interpretiert, dass die Zähne SK 830 und SK 14132 von weiblichen Individuen stammen.

## Datierung
Nach ihrer Erstbeschreibung im Jahr 1938 gelang es jahrzehntelang nicht, die Fundplätze der zu Paranthropus robustus gestellten Fossilien absolut zu datieren; die Altersangaben (1,8 bis 1,2 Millionen Jahre) beruhten bis in die 2010er-Jahre auf hilfsweise herangezogenen biostratigraphischen Datierungen. Erst 2011 gelang eine Uran-Blei-Datierung der Bodenschichten unmittelbar unter und über der Paranthropus-Fossilien enthaltenden Schicht („Member 1“): Diese Schicht ist den Berechnungen zufolge 2,31 bis 1,64 Millionen Jahre alt. 2014 wurde diese Datierung im Grundsatz bestätigt und Member 1 mit Hilfe der Oberflächenexpositionsdatierung (Aluminium-Beryllium-Methode) auf ein Alter zwischen 2,19 ± 0,08 Millionen Jahren (Obergrenze) bis 1,80 ± 0,09 Millionen Jahre (Untergrenze) datiert. 2021 bestätigte eine dritte Datierung – diesmal mit Hilfe der Isochronenmethode – die Berechnungen beider Vorgängerstudien, indem die Altersobergrenze mit 2,22 ± 0,09 Millionen Jahre ausgewiesen wurde.

## Aussehen
Paranthropus robustus wurde eine Körpergröße von 1,10 bis 1,30 m und ein Gewicht von 40 bis 80 kg zugeschrieben. Das massive Gesicht ist flach, ohne Stirn und hat große Augenbrauenwülste. Er hatte relativ kleine Schneidezähne und Eckzähne, aber massive Mahlzähne in einem großen Unterkiefer. Die meisten Exemplare haben einen Scheitelkamm. Diese Merkmale deuten darauf hin, dass seine Kost überwiegend aus grober, zäher Nahrung bestanden haben dürfte, die viel Kauen erforderte. Es wurde nachgewiesen, dass er sich – ähnlich wie die frühestens Vertreter der Gattung Homo und wie Australopithecus africanus – zu mehr als 50 Prozent seiner täglichen Zufuhr an Nahrungsenergie von C3-Pflanzen und zu einem weiteren erheblichen Anteil von C4-Pflanzen ernährte.
Bei fast jedem zweiten Milchmolar, nicht jedoch bei Schneidezähnen und Eckzähnen, wurden zahlreiche Vertiefungen im Zahnschmelz festgestellt, die diesen Zähnen ein „Golfball-artiges“ Aussehen verleihen – ein Schadbild, das dem der Amelogenesis imperfecta beim Menschen ähnelt. Die Gene, die beim Menschen in Zusammenhang mit dieser Erkrankung stehen, wirken mit an der Produktion von dickem, dichtgelagertem Zahnschmelz; daher wurde in einer 2019 publizierten Studie gemutmaßt, die zahlreichen, kraterförmigen Zahnschmelz-Defekte seien bei Paranthropus robustus eine Nebenerscheinung des Erwerbs von besonders dickem, dichtgelagertem Zahnschmelz im Verlauf der Evolution und keine Folge der individuellen Nahrungsaufnahme in Kindheit und Jugend.
Die durchschnittliche Gehirngröße liegt bei zirka 515 cm³ und ist damit rund 100 cm³ größer als die eines heute lebenden Schimpansen. Knochen, die mit Paranthropus robustus-Skeletten ausgegraben wurden, deuten darauf hin, dass sie vielleicht als Grabstöcke verwendet wurden.
Es gibt zwar nur wenige erhaltene Knochen aus dem Bereich unterhalb des Kopfes; die vorhandenen Fragmente aus Hüftgelenk und Kniegelenk sowie insbesondere ein vollständig erhaltener Oberschenkelknochen und ein zugehöriges, vollständiges Schienbein werden aber dahingehend interpretiert, dass Paranthropus robustus gewohnheitsmäßig, zumindest aber zeitweise zweibeinig laufen konnte.
Eines der ältesten menschenähnlichen anatomischen Merkmale ist die Gestalt des Ambosses im Mittelohr, die bereits für Australopithecus africanus und Paranthropus robustus (beim Fossil SKW 18 aus Swartkrans) belegt ist und sich vermutlich schon bei deren letztem gemeinsamen Vorfahren von der Gestalt des Ambosses bei den Schimpansen unterschied.

## Verhalten

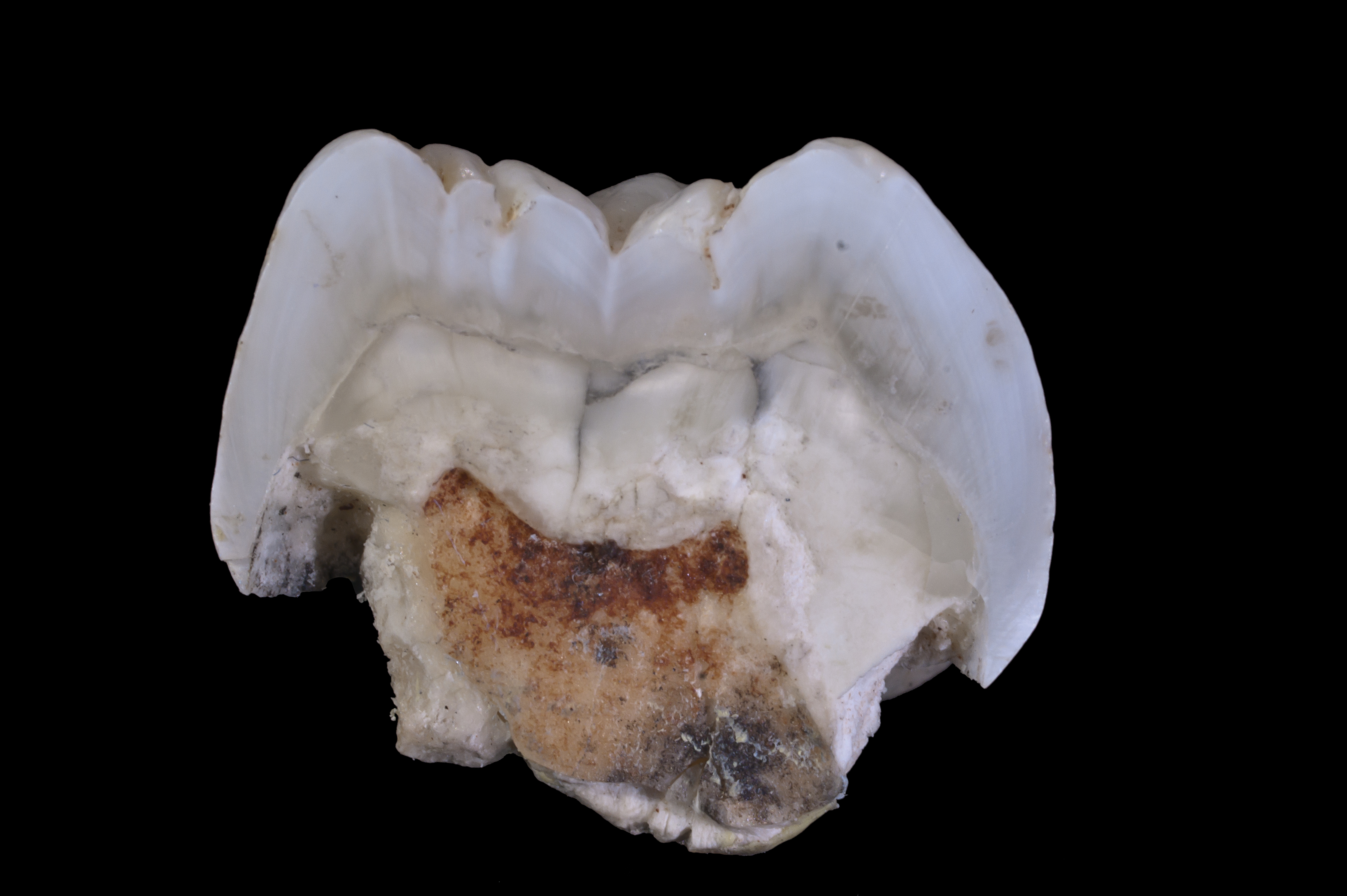
Retzius-Streifen am Querschnitt eines Molaren des Fossils SKX 21841 von Paranthropus robustus

Wahrscheinlich lebte Paranthropus robustus in den Savannen und konnte dort auch grobes und zähfaseriges Pflanzenmaterial verwerten. Einige Skelettfunde lassen auch darauf schließen, dass er regelmäßig oder hin und wieder größeren Raubtieren zum Opfer fiel.
Eine genaue Untersuchung von Zähnen eines Oberkiefers aus der Swartkrans-Höhle mit Hilfe der Laserablation ergab, dass dieses Individuum jahreszeitlich wechselnde Nahrung zu sich genommen haben muss: zeitweise relativ weiche Blätter von Laubbäumen und zeitweise relativ harte Samen- und andere Pflanzenteile von Gräsern, vergleichbar mit den heute lebenden Steppenpavianen. Auch die Zähne von drei anderen Individuen erbrachten Hinweise auf eine weit weniger spezialisierte und zumindest zeitweise weichere Kost, als ihnen aufgrund der massiven Backenzähne bis dahin zugeschrieben worden war.
2007 analysierte eine Forschergruppe die Korrelation von Schädelgröße und Verlust von Zahnhartsubstanz bei 19 Schädeln und 16 Unterkiefern, bei denen jeweils der Molar M3 („Weisheitszahn“) bereits durchgebrochen war. Berichtet wurde, dass junge männliche Erwachsene (identifizierbar aufgrund des geringen Verlusts an Zahnhartsubstanz) signifikant kleinere Schädel hatten als ältere männliche Erwachsene (identifizierbar aufgrund des hohen Verlusts an Zahnhartsubstanz). Daraus wurde geschlossen, dass der Größenzuwachs beim männlichen Paranthropus robustus bis weit nach der Geschlechtsreife andauerte. Interpretiert wurde diese Beobachtung unter Verweis auf rezente Primaten als Folge einer hohen sozialen Konkurrenz unter den Männchen, die bei rezenten Arten wiederum häufig dann zu beobachten ist, wenn ein Männchen eine Gruppe von Weibchen („Harem“) dominiert und andere Männchen von dieser Gruppe fernzuhalten versucht. Anhand der Retzius-Streifen an mehreren Zähnen konnte nachvollzogen werden, dass die Zahnschmelz-Bildung bei Paranthropus robustus rascher vonstattenging als beim anatomisch modernen Menschen.
Die männlichen Individuen waren einer 2011 publizierten Studie zufolge von Geburt an weitgehend ortstreu, während die weiblichen aus anderen Populationen zuwanderten, was als Hinweis auf Exogamie interpretiert wurde; weibliche Exogamie und männliche Ortstreue gibt es auch bei den Schimpansen, während bei den Gorillas männliche und weibliche Individuen nach der Geschlechtsreife gleichermaßen in andere Populationen abwandern.

## Belege
1. 1 2  Robert Broom: The Pleistocene Anthropoid Apes of South Africa. In: Nature. Band 142, Nr. 3591, 1938, S. 377–379, doi:10.1038/142377a0, Volltext (PDF; 3,5 kB).
2. ↑  Robert Broom: Another new type of fossil ape-man. In: Nature. Band 163, 1949, S. 57, doi:10.1038/163057a0.
3. ↑  Zu diesem Ergebnis kam 2010 auch ein morphometrischer Vergleich von Fossilien aus Kromdraai und Swartkrans von Zachary Cofran und J. Francis Thackeray: One or two species? A morphometric comparison between robust australopithecines from Kromdraai and Swartkrans. In: South African Journal of Science. Band 106, Nr. 1/2, 2010, 4 Seiten, Art. #15, doi:10.4102/sajs.v106i1/2.15, Volltext (PDF; 438 kB)
4. ↑  J. T. Robinson: The dentition of the Australopithecinae. In: Transvaal Museum Memoir. Band 9, Pretoria 1956, ZDB-ID 989392-1.
5. ↑  Robert Broom: Swartkrans Ape-Man, Paranthropus crassidens. In: Transvaal Museum Memoir. Band 6, Pretoria 1952, ZDB-ID 989392-1.
6. ↑   André W. Keyser: The Drimolen skull: the most complete australopithecine cranium and mandible to date. In: South African Journal of Science. Band 96, 2000, S. 189–193, doi:10.10520/AJA00382353_8902 (zurzeit nicht erreichbar), Volltext (PDF; 1,4 MB)
7. ↑  Website zur Coopers Cave (Memento vom 7. September 2008 im Internet Archive) (abgerufen am 17. März 2012).
8. ↑  C. G. Menter, K. L. Kuykendall, A. W. Keyser, G. C. Conroy: First record of hominid teeth from the Plio-Pleistocene site of Gondolin, South Africa. In: Journal of Human Evolution. Band 37, 1999, S. 299–307, doi:10.1006/jhev.1999.0329.
9. ↑  Palesa P. Madupe et al.: Enamel proteins reveal biological sex and genetic variability in southern African Paranthropus. In: Science. Band 388, Nr. 6750, 2025, S. 969–973, doi:10.1126/science.adt9539.
10. ↑  Gary J. Sawyer, Viktor Deak: Der lange Weg zum Menschen. Lebensbilder aus 7 Millionen Jahren Evolution. Aus dem Engl. übers. von Sebastian Vogel. Spektrum Akademischer Verlag, Heidelberg 2008, ISBN 978-3-8274-1915-6, S. 73.
11. ↑   Robyn Pickering et al.: Contemporary flowstone development links early hominin bearing cave deposits in South Africa. In: Earth and Planetary Science Letters. Band 306, Nr. 1–2, 2011, S. 23–32, doi:10.1016/j.epsl.2011.03.019.
12. ↑   Ryan J. Gibbon et al.: Cosmogenic nuclide burial dating of hominin-bearing Pleistocene cave deposits at Swartkrans, South Africa. In: Quaternary Geochronology. Band 24, 2014, S. 10–15, doi:10.1016/j.quageo.2014.07.004.
13. ↑   Kathleen Kuman et al.: A new absolute date from Swartkrans Cave for the oldest occurrences of Paranthropus robustus and Oldowan stone tools in South Africa. In: Journal of Human Evolution. Band 156, 2021, 103000, doi:10.1016/j.jhevol.2021.103000.
14. ↑  The Cambridge Encyclopedia of Human Evolution. Cambridge University Press, 1992, S. 236.
15. ↑  Peter S. Ungar, Matt Sponheimer: The Diets of Early Hominins. In: Science. Band 334, Nr. 6053, 2011, S. 190–193, doi:10.1126/science.1207701.
16. ↑  Michael Price: Disorder left ancient human relative with teeth pocked like golf balls (Memento vom 8. März 2019 im Internet Archive). In: sciencemag.org vom 7. März 2019.
17. ↑  Ian Towle, Joel D. Irish: A probable genetic origin for pitting enamel hypoplasia on the molars of Paranthropus robustus. In: Journal of Human Evolution. Band 129, 2019, S. 54–61, doi:10.1016/j.jhevol.2019.01.002.
18. ↑  Gary J. Sawyer, Viktor Deak: Der lange Weg zum Menschen. Lebensbilder aus 7 Millionen Jahren Evolution. Aus dem Engl. übers. von Sebastian Vogel. Spektrum Akademischer Verlag, Heidelberg 2008, ISBN 978-3-8274-1915-6, S. 71.
19. ↑  Travis Rayne Pickering et al.: First articulating os coxae, femur, and tibia of a small adult Paranthropus robustus from Member 1 (Hanging Remnant) of the Swartkrans Formation, South Africa. In: Journal of Human Evolution. Band 201, 2025, 103647, doi:10.1016/j.jhevol.2024.103647.
 New fossil discovery of an early human ancestor reveals that it walked upright, just like humans. Auf: eurekalert.org vom 5. März 2025.
20. ↑  Bernard Wood, Nicholas Lonergan: The hominin fossil record: taxa, grades and clades. In: Journal of Anatomy. Band 212, Nr. 4, 2008, S. 360, doi:10.1111/j.1469-7580.2008.00871.x, Volltext (PDF; 332 kB).
21. ↑  Rolf M. Quam u. a.: Early hominin auditory ossicles from South Africa. In: PNAS. Band 110, Nr. 22, 2013, S. 8847–8851, doi:10.1073/pnas.1303375110.
22. ↑  Matt Sponheimer et al.: Isotopic Evidence for Dietary Variability in the Early Hominim Paranthropus robustus. In: Science. Band 314, Nr. 5801, 2006, S. 980–982, doi:10.1126/science.1133827. –
Ann Gibbons: Not Just Nuts and Berries for These Hominids (Memento vom 11. März 2019 im Internet Archive). In: sciencemag.org, 9. November 2006.
23. ↑  Analysiert wurden Zähne der Individuen SK 24605, SK 24606, SKX 5939 und SKW 6427.
24. ↑   Ähnliche Befunde berichteten: Robert S. Scott et al.: Dental microwear texture analysis shows within-species diet variability in fossil hominins. In: Nature. Band 436, 2005, S. 693–695, doi:10.1038/nature03822. –
 Ian Towle, Joel D. Irish und Carolina Loch: Paranthropus robustus tooth chipping patterns do not support regular hard food mastication. In: Journal of Human Evolution. Band 158, 2021, 103044, doi:10.1016/j.jhevol.2021.103044.
25. ↑  Charles A. Lockwood u. a.: Extended Male Growth in a Fossil Hominin Species. In: Science. Band 318, Nr. 5855, 2007, S. 1443–1446, doi:10.1126/science.1149211.
26. ↑  Ann Gibbons: Hominid Harems: Big Males Competed for Small Australopithecine Females. In: Science. Band 318, Nr. 5855, 2007, S. 1363, doi:10.1126/science.318.5855.1363a.
27. ↑  Rodrigo S. Lacruz, Fernando Ramirez Rozzi und Timothy G. Bromage: Variation in enamel development of South African fossil hominids. In: Journal of Human Evolution. Band 51, 2006, S. 580–590, doi:10.1016/j.jhevol.2006.05.007, Volltext (Memento vom 29. Juli 2016 im Internet Archive).
28. ↑  Sandi R. Copeland et al.: Strontium isotope evidence for landscape use by early hominins. In: Nature. Band 474, Nr. 7349, 2011, S. 76–78, doi:10.1038/nature10149. –
Zähne verraten viel über den Lebensradius früher Vorfahren. Auf: mpg.de vom 1. Juni 2011.